# Nguyễn Xuân Định
Nguyễn Xuân Định (ur. 21 października 1993) – wietnamski zapaśnik walczący w stylu wolnym. Zajął siedemnaste miejsce na mistrzostwach świata w 2015. Piętnasty na igrzyskach azjatyckich w 2018, a także na mistrzostwach Azji w 2015. Triumfator igrzysk Azji Południowo-Wschodniej w 2019, 2021 i 2023. Pierwszy na mistrzostwach Azji Południowo-Wschodniej w 2022 i 2023 roku.